# 에비스바시

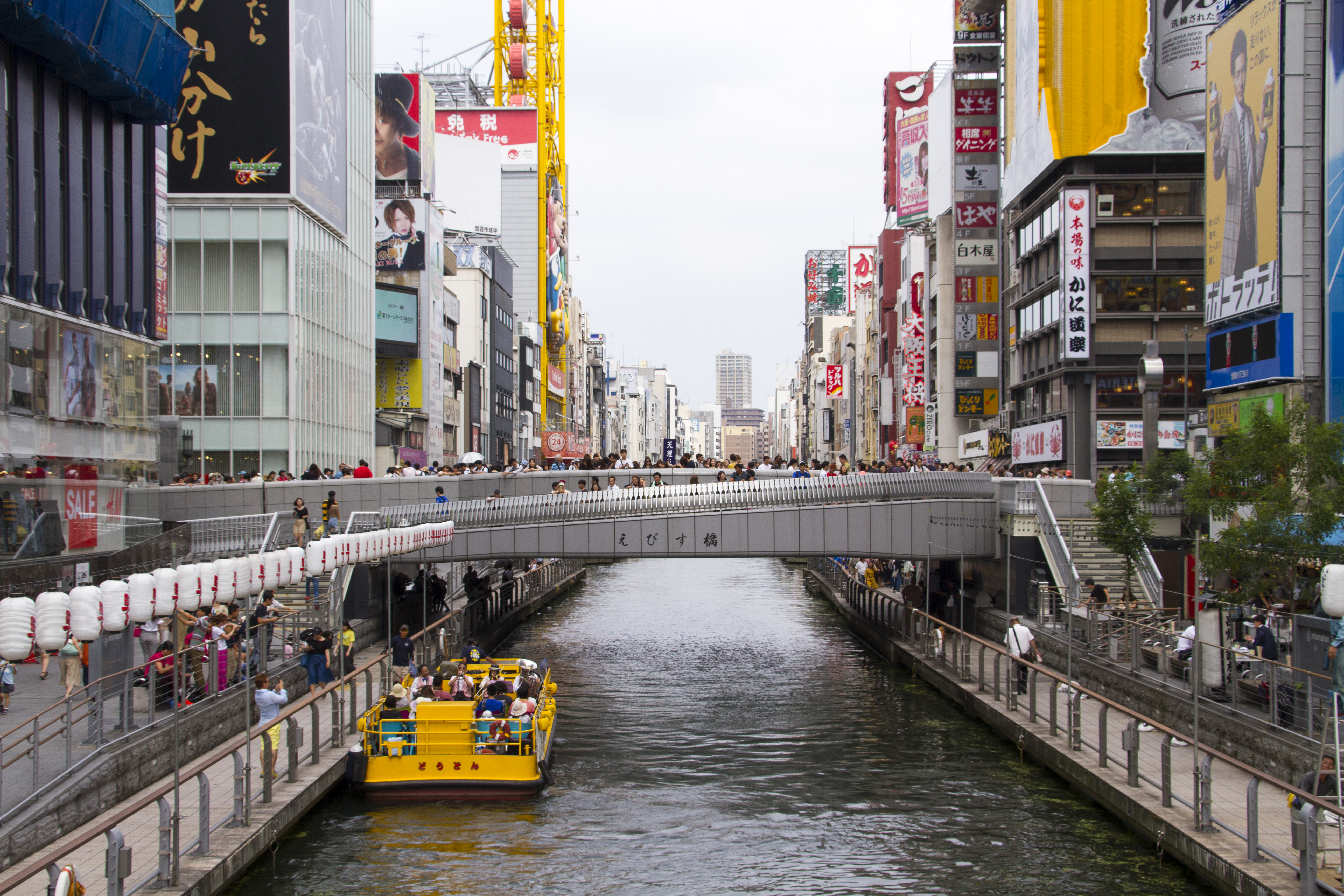
에비스바시

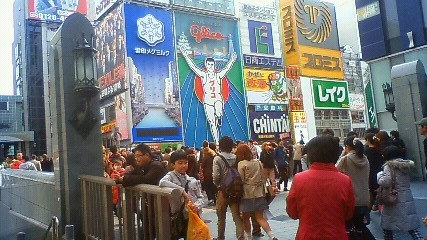
에비스바시

에비스바시(일본어: 戎橋)는 오사카시 주오구 도톤보리 강 신사이바시스지에 위치한 길이 26m의 다리이자 그 일대의 지명을 뜻한다. 특히 남서쪽으로 글리코 사인이 보이는 곳으로도 유명하다.